# Алегро нон тропо
„Алегро нон тропо“ (на италиански: „Allegro non troppo“) е италиански сатиричен филм от 1976 година на режисьора Бруно Бодзето.
Филмът е пародия на известния филм на Уолт Дисни „Фантазия“ (1940) и подобно на него включва няколко анимационни откъса, илюстриращи произведения на класическата музика, редуващи се с игрални интермедии.
Илюстрираните композиции са:
- „Прелюд към „Следобедът на един фавън““ на Клод Дебюси
- „Славянски танц“ №7 на Антонин Дворжак
- „Болеро“ на Морис Равел
- „Тъжен валс“ на Ян Сибелиус
- „Концерт за 2 кларинета, 2 обоя и струнни“ (RV 559) на Антонио Вивалди
- „Жар-птица“ на Игор Стравински